# شيمبارا (ناغاساكي)
مدينة شيمبارا (بالإنجليزية: Shimabara)‏ هي أحد المدن التابعة لمحافظة ناغاساكي. تأسست رسميًا في 01/04/1940. ويقدر عدد سكانها بـ 48953 نسمة حسب تقدير مكتب الإحصاء الياباني لعام 2012. تبلغ مساحة شيمبارا 82.77 كم2. بكثافة سكانية تبلغ 591 نسمة/كم2.

## أعلام
- يوجي هيكوتيك